# Possibly in Michigan
Possibly in Michigan (Englisch für: Möglicherweise in Michigan) ist ein US-amerikanischer Horrorkurzfilm von Cecelia Condit aus dem Jahr 1983. Die Musik für den Kurzfilm wurde von Karen Skladany kreiert.
Der Film handelt von zwei Frauen, die von einem Kannibalen verfolgt werden.

## Handlung
Zwei Frauen, Sharon und Janice, gehen in einem leeren Kaufhaus für Parfüm einkaufen, gefolgt von einem Mann mit Maske, Mund offen, der einen schwarzen Anzug trägt. Beiden Frauen wird nachgesagt, gewalttätige Männer anzuziehen und die Gewalt so aussehen zu lassen, als sei es die Idee des Mannes. Arthur, der Mann, der ihnen folgt, wird als jemand vorgestellt, der die gleichen Neigungen wie Sharon und Janice teilt.
Beim Einkaufen sagte Janice (mit singender Stimme), dass ein Parfüm riecht wie die „verrückte“ Schwester ihrer Mutter, Kate, die einmal ihren nassen Pudel in eine Mikrowelle gesteckt hat, weil sie dachte, es sei ein Trockner, und dabei sich selbst und den Hund in einer feurigen Explosion getötet hat.
Janice bemerkt Arthur, und beide Frauen fliehen aus dem Kaufhaus. Sharon und Janice trennen sich, nachdem sie nach Hause gefahren sind, während Arthur ihnen folgt und vor Sharons Haus steht, wartend darauf, dass Janice geht. Eine Voiceover erklärt, dass Arthur so viele Masken getragen hat, dass er vergessen hat, wer er ist. Er nähert sich der Haustür und entfernt seine Maske, darunter erscheint ein normaler Mann, und klingelt an der Tür.
Sharon, im Schlaf, wacht auf und geht, um die Tür zu öffnen. Als sie sieht, wer es ist, fällt sie sofort zu Boden und ruft Janice. Janice kommt an und richtet eine Pistole auf Arthur, schießt mehrmals auf ihn, aber er kommt weiter näher. Arthur nimmt einen Stein aus Sharons Garten, offenbart ein verrottendes Gesicht darunter und zertrümmert das Schlafzimmerfenster und bricht ein. Janice entkommt, schießt auf verschiedene maskierte Gestalten. Als Sharon Arthur Janice am Telefon beschreibt, kommt Arthur unerwartet von hinten an Sharon heran und sagt „um dich besser zu fressen, meine Liebe“ (bezogen auf seine Zähne) mit verzerrter Stimme. Sharon dreht sich um, als Arthur sie küsst.
Arthur drängt Sharon immer wieder auf ihr Bett und behauptet, sie habe zwei Optionen: Entweder wird er sie sofort essen oder langsam zerstückeln, indem er behauptet, es sei aus Liebe. Janice schießt auf eine weitere maskierte Gestalt und kommt an Sharons Haustür an. Arthur, der jetzt ein Messer hält, drückt Sharon auf ihr Bett und beginnt, sie zu würgen. Arthur erzählt ihr, dass er dies bereits bei sechs anderen Frauen getan habe. Als Sharon zustimmt, die siebte Frau zu sein, zielt Janice mit ihrer Pistole auf Arthur und erschießt ihn tödlich. Sharon steht auf und berührt angewidert ihre Lippen, als sie auf Arthurs Leiche schaut.
Die Frauen legen Arthurs toten Körper auf ausgebreitete Zeitungen und beginnen, ihn zu zerstückeln, Suppe aus seinen Körperteilen zu machen. Nackt essen die Frauen seine übrigen Gliedmaßen und füttern Reste ihrem Hund. Während sie rauchen, bemerkt Janice einen anderen maskierten Mann draußen am Fenster. Sie gibt Sharon ein Zeichen, als die Figur sich versteckt, bevor Sharon sie sehen kann. Nach dem Essen wickeln die Frauen Arthurs Knochen in Zeitungen und werfen sie in einen Müllsack. Nachdem sie die Säcke auf den Bürgersteig gestellt haben, kommt ein Müllwagen und sammelt die Säcke ein, um die Beweise zu vernichten.

## Geschichte
Der Film wurde vom National Endowment for the Arts und dem Ohio Arts Council gefördert. In dem Jahr, in dem der Film veröffentlicht wurde, wurde seine letzte Szene auf CBN und dem 700 Club gezeigt, wo er als schwul, familienfeindlich und männerfeindlich beschrieben wurde. Ein Jahr später wurde der Kurzfilm vom National Endowment for the Arts als lesbisch gelesen und im Museum of Modern Art gezeigt und Teil der Ausstellung.
Der Kurzfilm erlangte 2015 erstmals Bekanntheit in den sozialen Medien und hat bei Teenagern der Generation Z an Popularität gewonnen.  Der Film ging auf TikTok viral. Er ist auch auf YouTube zu sehen.

## Kritiken
Patricia Mellencamp und Herman Rapaport haben über den Kurzfilm geschrieben.
Joanne Morreale nannte den Film ein Beispiel für eine Rachefantasie für Feministinnen.
Chris Straayer sagte, der Film handele von männlicher Gewalt gegen Frauen.